# Boekenpost
Boekenpost is een Nederlandstalig tweemaandelijks tijdschrift voor liefhebbers van boeken, prenten, stripboeken en boekcuriosa.
In 1992 begon Lucom Produkties in Veendam, naast de Verzamelkrant die zij toen uitgaven, het nieuwe tijdschrift Boekenpost. Na 28 nummers werd het blad overgenomen door Caspar Wechgelaer uit Groningen. De eerste hoofdredacteur was Janneke van der Veer. In 2012 werd het blad overgenomen door Vincent van de Vrede, die tijdelijk hoofdredacteur was en werd het door Stip Media in Alkmaar uitgegeven. Van nummer 129 tot en met nummer 150 was Kees van Rixoort de hoofdredacteur, sindsdien is het Geraldine te Gussinklo.
Het honderdste nummer verscheen in april 2009. Vaste kolom is de agenda van boekenmarkten, boekenbeurzen, boekenveilingen en tentoonstellingen. Ook wordt aandacht besteed aan vroege fotografie, historische prentbriefkaarten en affichekunst. Verder bevat het tijdschrift boekbesprekingen, veilingnieuws, de rubriek Een bezoek waard... en artikelen over schrijvers, uitgevers, boekbandontwerpers, grafiek en antiquariaten. Historicus Janneke van der Veer, vanaf de start van het tijdschrift verantwoordelijk voor de inhoud, ontving in 2006 van de Stichting Geschiedenis Kinder- en Jeugdliteratuur de "Hieronymus van Alphen Prijs".